# 1664년
1664년은 화요일로 시작하는 윤년이다.

## 연호
- 동녕(東寧) 영력(永曆) 18년
- 청(淸) 강희(康熙) 3년
- 일본(日本) 간분(寛文) 4년
- 후 레 왕조(後黎朝) 까인찌(景治) 2년
- 막 왕조(莫朝) 투언득(順德) 27년

## 기년
- 동녕(東寧) 연평문왕(延平文王) 2년
- 류큐(琉球) 쇼시쓰왕(尚質王) 17년
- 청(淸) 성조 강희제(聖祖 康熙帝) 3년
- 조선(朝鮮) 현종(顯宗) 5년
- 후 레 왕조(後黎朝) 현종(玄宗) 2년

## 사건
- 프랑스 동인도 회사, 프랑스 서인도 회사 설립 (동인도 회사 : - 1769년, 서인도 회사 : - 1674년)
- 프랑스령 기아나 프랑스인의 본격적인 정착이 시작된다.
- 네덜란드 식민지 뉴암스테르담, 영국에 빼앗기고, 뉴욕으로 개명.

## 탄생
- 11월 7일 - 중국 청나라의 군인 겸 정치가 보르지기트 반디.